# ボグナー・リージス
ボグナー・リージス（英語: Bognor Regis）は、英国ウェスト・サセックス州アランにあるタウン。ロンドンから南西に89km、ブライトンから西へ39km、チチェスターから南西へ9km、ポーツマスから東へ26kmの位置にある。近くには北東にリトルハンプトン、東南東にセルシーなどもある。近隣の村を含めた人口は2011年国勢調査時点で63,855人。
18世紀後半、リチャード・ホザム卿によりリゾート地として開発された。19世紀前半まではゆっくりとした成長だったが1864年に鉄道が開通すると急成長を見せ、1929年には国王ジョージ5世が療養に訪れた。これを記念して「王」を意味するリージスが地名に追加された。

## 由来
ボグナーという地名はサセックスで最も歴史のある古英語の1つであり、地名の記録は紀元前680年まで遡ることができる。もともとは古英語でBucgan oraと呼ばれており、訳すと「Bucge（人名）の海岸」となる。

## 歴史
18世紀にリチャード・ホザム卿がリゾート開発を行う前のボグナーは小さな漁村（略奪も行なっていた）だったが、開発当初に一度ホザムトン（Hothamton）と改名されている。しかしこの名称は定着せず、元の地名に戻った。なお、ホザム卿とそのリゾートについては小説家ジェイン・オースティンの作品「サンディトン」に記載がある。
ボグナーは当初パガム・パリッシュに所属していたが、1465年ごろにバーステッドに組み込まれた。その後1873年にバーステッドからボグナーのあるサウス・バーステッドが分離した。1894年まではオルドウィックの一部を構成していたが、1894年に都市ディストリクトとしてボグナー・リージスが分離した。
ボグナー・リージスとオルドウィックの間のビーチには、第二次世界大戦時に使用されたマルベリー港の残骸が残されている。これらの残骸はノルマンディー上陸作戦の2日前にフランスのアロマンシュからイギリス海峡を通過した嵐によって破壊されたもので、その後は修復されることなく廃棄された。
1999年6月にはマルベリー港作戦に携わった人たちの記念碑が設置されており、以下のように記されている「1944年のD-デイから55周年を記念して。この記念碑は、パガム・ビーチがヨーロッパ解放を支援するマルベリー港作戦と歴史的に関係があったことを示す記念碑として建てられたものである。パガム・ビーチとセルシーの間には50人ほどが集められ、仮設港を敵から隠すために沈め、作戦開始時に再浮上させるのを待った。マルベリー港作戦は間違いなくイギリスと同盟国の技術力の偉大な成果であり、その多くはノルマンディーのアロマンシュに残っている。」
1975年7月17日に実施されたアポロ・ソユーズテスト計画では、当初この町の上空で米ソの宇宙飛行士が握手をする予定であった。しかし、フライトが遅れため、この握手は結局フランスのメス上空で行われた。
1994年にはアイルランド共和軍（IRA）によるテロが発生し、15軒の店舗が被害を受けた。ただ、人的被害は発生しなかった。

### 「ボグナーなぞどうでも良い」
1928年12月12日、国王ジョージ5世は肺の手術を受けた。しかしその後の回復が思わしくなかったため、侍医たちは海の空気を吸うことが大切だという認識を持った。これらの経緯から、海に近い南向き、風が強くなくプライバシーが守られ、ロンドンから近い邸宅の調査が行われた。そして調査の結果、ボグナー近郊のオルドウィックにある邸宅が選ばれた。この邸宅は1806年にニューバーグ伯爵夫人が建設させ、その後ストッカー博士が購入したのち実業家アーサー・デュ・クロスが保有していたものでクロスから国王に譲渡された。その結果、国王はボグナーの後に「王の」を表す「リージス」を付けるよう要望された。この要望は王の私設秘書であるスタンフォードハム卿に提出され、国王は「ああ、ボグナーなんてどうでも良い（Bugger Bognor）」と答えたとされる。その後、スタンフォードハム卿は請願者のもとに戻り、「国王は寛大にもあなたの要求を許可してくださいました」と告げた。

## 気候
西岸海洋性気候（Cfb）に属し、冬でも気温が摂氏0度を下回ることがない。年間日照時間がイギリス本土で最も長いことがよく知られている。
| ボグナー・リージス (1991年-2020年の平均)の気候 | ボグナー・リージス (1991年-2020年の平均)の気候 | ボグナー・リージス (1991年-2020年の平均)の気候 | ボグナー・リージス (1991年-2020年の平均)の気候 | ボグナー・リージス (1991年-2020年の平均)の気候 | ボグナー・リージス (1991年-2020年の平均)の気候 | ボグナー・リージス (1991年-2020年の平均)の気候 | ボグナー・リージス (1991年-2020年の平均)の気候 | ボグナー・リージス (1991年-2020年の平均)の気候 | ボグナー・リージス (1991年-2020年の平均)の気候 | ボグナー・リージス (1991年-2020年の平均)の気候 | ボグナー・リージス (1991年-2020年の平均)の気候 | ボグナー・リージス (1991年-2020年の平均)の気候 | ボグナー・リージス (1991年-2020年の平均)の気候 |
| 月                                             | 1月                                            | 2月                                            | 3月                                            | 4月                                            | 5月                                            | 6月                                            | 7月                                            | 8月                                            | 9月                                            | 10月                                           | 11月                                           | 12月                                           | 年                                             |
| ---------------------------------------------- | ---------------------------------------------- | ---------------------------------------------- | ---------------------------------------------- | ---------------------------------------------- | ---------------------------------------------- | ---------------------------------------------- | ---------------------------------------------- | ---------------------------------------------- | ---------------------------------------------- | ---------------------------------------------- | ---------------------------------------------- | ---------------------------------------------- | ---------------------------------------------- |
| 平均最高気温 °C （°F）                         | 8.4 (47.1)                                     | 8.6 (47.5)                                     | 10.8 (51.4)                                    | 13.5 (56.3)                                    | 16.6 (61.9)                                    | 19.2 (66.6)                                    | 21.3 (70.3)                                    | 21.4 (70.5)                                    | 19.3 (66.7)                                    | 15.7 (60.3)                                    | 11.8 (53.2)                                    | 9.1 (48.4)                                     | 14.64 (58.35)                                  |
| 平均最低気温 °C （°F）                         | 3.4 (38.1)                                     | 3.2 (37.8)                                     | 4.4 (39.9)                                     | 6.3 (43.3)                                     | 9.1 (48.4)                                     | 12.0 (53.6)                                    | 14.1 (57.4)                                    | 14.1 (57.4)                                    | 12.0 (53.6)                                    | 9.5 (49.1)                                     | 6.2 (43.2)                                     | 3.9 (39)                                       | 8.18 (46.73)                                   |
| 降水量 mm （inch）                             | 82.5 (3.248)                                   | 54.7 (2.154)                                   | 45.8 (1.803)                                   | 45.4 (1.787)                                   | 42.8 (1.685)                                   | 48.6 (1.913)                                   | 43.7 (1.72)                                    | 53.6 (2.11)                                    | 57.1 (2.248)                                   | 84.5 (3.327)                                   | 87.5 (3.445)                                   | 87.7 (3.453)                                   | 733.9 (28.893)                                 |
| 平均月間日照時間                               | 74.7                                           | 92.8                                           | 137.2                                          | 197.8                                          | 235.0                                          | 237.9                                          | 253.7                                          | 232.7                                          | 176.6                                          | 129.9                                          | 85.4                                           | 65.1                                           | 1,918.8                                        |
| 出典：                                         |                                                |                                                |                                                |                                                |                                                |                                                |                                                |                                                |                                                |                                                |                                                |                                                |                                                |

## スポーツ
- ボグナー・リージス・タウンFC - イスミアンリーグ・プレミアディヴィジョン（7部）所属のサッカーチーム

## 交通
- ボグナー・リージス駅（英語版） - ウェスト・コーストウェイ線（英語版）

## 姉妹都市
- サン＝モール＝デ＝フォッセ[16]、フランス
- ヴァイル・アム・ライン、ドイツ

## 著名な人物
- デビッド・パーレイ - F1ドライバー